# Philippe Vocanson
Philippe Vocanson, né le 20 octobre 1904 à Pouzols, sur la commune de Saint-Jeures (Haute-Loire) et mort le 18 janvier 2015 à Saint-Étienne, est le doyen des Français à partir du 15 septembre 2013 et des Européens à partir du 25 septembre 2014.

## Biographie
Issu d'une famille d'agriculteurs, il quitte son village natal pour Lyon où il apprend le métier de cordonnier. Il exerce ensuite son métier dans la ville de Saint-Étienne où il habite jusqu'à sa mort à l'âge de 110 ans.